# Osvaldo Moles
Osvaldo Moles (Santos, 14 maart 1913 - São Paulo, 14 mei 1967) was een Braziliaans journalist, schrijver en tekstdichter. Hij leverde belangrijke bijdragen aan de Braziliaanse radio, journalistiek, literatuur en film.
Samen met Adoniran Barbosa schreef hij meerdere songteksten. Hij stierf in 1967 door zelfmoord te plegen en de pers zweeg later over de precieze omstandigheden.